# Бірюки
Бірюки — пасажирський залізничний зупинний пункт Козятинської дирекції Південно-Західної залізниці розташований на двоколійній, електрифікованій змінним струмом лінії Фастів I — Миронівка.
Розташований у с. Томилівка Білоцерківського району між станціями Роток та Сухоліси.
На зупинному пункті зупиняються приміські поїзди.